# Spice Girls - Il film
Spice Girls - Il film (Spice World) è un film del 1997 diretto da Bob Spiers. È un film musicale che presenta come protagoniste le componenti della popolare band britannica Spice Girls nei panni di sé stesse. Nel film sono presenti le canzoni dell'album Spiceworld, secondo album della band composto da dieci canzoni uscito nel 1997.
Durante il film appaiono alcuni artisti di fama internazionali tra i quali i cantanti Elton John, Bob Geldof, Elvis Costello e l'attore Bob Hoskins nel ruolo di sé stessi.

## Trama
Il film tratta dei cinque giorni precedenti al primo concerto delle Spice all'Albert Hall di Londra, rivelando tutti i preparativi, le ansie, le preoccupazioni dovute ad uno spettacolo. Sono cinque giorni molto movimentati per le 5 ragazze, le quali all'interno del loro Spice Bus viaggeranno per tutta Londra. Ma non si fermano solo nella capitale inglese, infatti andranno anche a Milano per un'esibizione durante la quale sorgeranno alcuni problemi a causa dei ballerini.
Personaggio del film è la loro carissima amica Nicky la quale, incinta, entra in travaglio proprio poco prima del concerto, e le ragazze decidono così di accompagnarla all'ospedale e stare con lei finché non partorirà.
Il manager del gruppo sarà preoccupatissimo non vedendole arrivare, mentre una folla in delirio le attenderà sotto al palco. Ma ecco che alla fine, le ragazze riusciranno a raggiungere l'Albert Hall e si esibiranno nel loro primo concerto live in diretta mondiale.

## Cast

### Spice Girls
| Attrici          | Conosciute anche come |
| ---------------- | --------------------- |
| Victoria Beckham | Posh Spice            |
| Melanie Brown    | Scary Spice           |
| Emma Bunton      | Baby Spice            |
| Melanie Chisholm | Sporty Spice          |
| Geri Halliwell   | Ginger Spice          |

### Personaggi di supporto
| Attore/attrice    | Ruolo                      |
| ----------------- | -------------------------- |
| Richard E. Grant  | Clifford                   |
| Claire Rushbrook  | Deborah                    |
| Roger Moore       | The Chief                  |
| Meat Loaf         | Dennis                     |
| Naoko Mori        | Nicky                      |
| Barry Humphries   | Kevin McMaxford            |
| Richard O'Brien   | Damien                     |
| Alan Cumming      | Piers Cuthbertson-Smyth    |
| George Wendt      | Martin Barnfield           |
| Mark McKinney     | Graydon                    |
| Michael Barrymore | Mr. Step the Choreographer |
| Jools Holland     | Musical Director           |
| Hugh Laurie       | Poirot                     |
| Kevin Allen       | Gainer                     |
| Peter Sissons     | Newsreader                 |
| Stephen Fry       | Judge                      |
| Richard Briers    | Bishop                     |
| Dominic West      | Photographer               |

### Cameo
| Attore/attrice    | Ruolo                                                              |
| ----------------- | ------------------------------------------------------------------ |
| Jonathan Ross     | Sé stesso                                                          |
| Elvis Costello    | Sé stesso                                                          |
| Elton John        | Sé stesso                                                          |
| Bob Geldof        | Sé stesso                                                          |
| Bob Hoskins       | Travestimento di Geri                                              |
| The Courage       | Sé stessi                                                          |
| Anthony Hopkins   | Dr. No                                                             |
| Jennifer Saunders | Donna affascinante/Ospite della festa, probabilmente Edina Monsoon |

## Produzione
Il regista Bob Spiers aveva lavorato in America per il film Disney That Darn Cat al culmine della popolarità delle Spice Girls. Venne a conoscenza del gruppo solo nel momento in cui Jennifer Saunders lo informò del posto di lavoro. Arrivò a un incontro con loro in un albergo di New York, ignari di ciò che l'aspettava.
Le riprese si svolsero dal 9 giugno al 1 agosto 1997.
- Frank Bruno originalmente doveva essere l'autista del bus delle ragazze, ma lasciò il film dopo uno sconosciuto litigio con il gruppo e venne rimpiazzato da Meat Loaf.
- Gary Glitter aveva preso parte a una breve scena del film nei panni di sé stesso, ma poco prima dell'uscita del film venne arrestato per reato di pedopornografia. Le Spice Girls e l'intera produzione decisero allora di togliere il cameo dal montaggio finale del film. Nonostante l'accaduto, le ragazze nel film cantano la canzone di Gary Glitter "Leader of the Gang".
- I Courage dovevano apparire in una scena con Michael Barrymore sulle note del successo Britpop "Alright" dei Cast. Il titolo del brano 'Alright' doveva essere in realtà sostituito con Awight famoso slogan di Barrymore. Tuttavia, sia Barrymore che David Barnard e Tom Ford sono stati coinvolti in alcuni scandali poco prima dell'uscita del film e si decise per la cancellazione della scena.
- Due veri decessi vi furono dopo il montaggio finale del film. Menzioni della Principessa Diana e scene in cui vi era lo stilista Gianni Versace vennero incluse nel film ma poi tolte bruscamente poiché entrambi erano vivi durante le riprese del film, ma entrambi deceduti prima della sua uscita.

## Accoglienza

### Incassi e Critica
Nel mondo il film ha incassato 75 milioni di dollari al botteghino: più di 29 milioni solo negli Stati Uniti. Nonostante abbia avuto un successo a livello mondiale, la critica al film fu piuttosto dura. Le Spice in versione attrici non hanno riscosso molto successo. Secondo i giornali la trama è piuttosto povera, e le ragazze come attrici non valgono molto. Molti dicono che più che essere un film sembra quasi un'autoesaltazione del gruppo. È più un elogio delle loro zeppe, delle loro vesti attillate e della loro eccentricità. Nonostante i giornali abbiano bocciato duramente il film, esso ha avuto un buon riscontro di pubblico, conquistando più di 80 milioni di dollari nel mondo, soprattutto tra i teenager dei paesi anglosassoni, aumentando il successo e la fama delle 5 cantanti londinesi soprattutto nel Regno Unito e negli Stati Uniti d'America.
Il film ha ricevuto ben cinque nomination ai Razzie Awards, aggiudicandosi il premio come peggiore attrice protagonista per il quintetto pop femminile con la seguente motivazione: un gruppo di 5 ragazze con il talento di una sola pessima attrice.

### Performance ai Box office
| Paese         | Data di uscita   | Cifra       | Note |
| ------------- | ---------------- | ----------- | --- |
| Gran Bretagna | 26 dicembre 1997 | £10,932,698 | |
| Australia     | 8 gennaio 1998   | $11,393,834 | 1 mese fermo alla numero 1 al botteghino australiano. Fu il primo e l'unico film a spostare Titanic dal podio, ma quattro settimane dopo Titanic tornò in vetta.                  |
| Stati Uniti   | 23 gennaio 1998  | $29,247,405 | Il film vinse il record come film più visto durante il weekend del Super Bowl con un incasso di $10,527,222. Il record fu battuto l'anno dopo dalla commedia per ragazzi Kiss Me. |
| Mondo         |                  | $75,000,000 | |

## Colonna sonora
- "Too Much" (titoli di apertura)
- "Do It"
- "Say You'll Be There"
- "Mama"
- "Denying"
- "Saturday Night Divas"
- "Stop"
- "2 Become 1"
- "Leader of the Gang"
- "Never Give Up on the Good Times"
- "Sound Off"
- "Wonder Woman"
- "Charlie's Angels"
- "My Boy Lollipop"
- "Hallelujah"
- "Memories"
- "Viva Forever"
- "Wannabe"
- "Who Do You Think You Are" (Morales Club Mix)
- "Fanfare for Rocky"
- "Spice Up Your Life"
- "The Lady Is a Vamp" (titoli di coda)